# Salmace
Nella mitologia greca, Salmace era una ninfa naiade che rifiutò l'obbligo di verginità proprio del culto di Diana per amore del giovane dio Ermafrodito.

## Mito
La storia di Salmace ed Ermafrodito viene narrata da Ovidio nelle Metamorfosi. Non è chiaro se Ovidio si limiti a narrare un mito greco preesistente o aggiunga elementi di propria invenzione. Nel suo racconto, comunque, Salmace era la ninfa di una fontana nella regione anatolica della Caria. Quando Ermafrodito giunse presso la fontana, Salmace se ne invaghì e lo abbracciò, chiedendo agli dei di poter restare eternamente con lui. Gli dei esaudirono la sua richiesta unendo Ermafrodito e Salmace in un unico corpo. Ermafrodito maledisse la fonte di Salmace, chiedendo che chiunque si fosse bagnato nelle sue acque avrebbe dovuto condividere il suo destino.

## Nella cultura di massa
Alla fine degli anni Venti del XX secolo lo scrittore torinese Mario Soldati scrisse la raccolta di racconti Salmace, all'interno della quale si trova un testo dal titolo omonimo. Nel racconto si narra della trasformazione di un uomo in donna, in un contesto fortemente metaforico.
Il mito della fontana di Salmace è narrato nel brano dei Genesis The Fountain of Salmacis, dall'album Nursery Cryme.